# جبال الخام
جبال الخام (بالألمانية: Erzgebirge) (إرتسغيبيرغه) (بالتشيكية: Krušné hory)‏ (بالإنجليزية: Ore Mountains)‏ هي سلسلة جبلية في أوروبا الوسطى تقع بين ألمانيا والتشيك.
تاريخياً، كانت جبال الخام الفاصل الحدودي الطبيعي بين سكسونيا وبوهيميا لحوالي 800 سنة، أما جغرافياً فهي تشكل أحد الحدود الطبيعية بين ألمانيا والتشيك، وأعلى قمة في هذه السلسلة الجبلية هي قمة جبل كلينوفيتس Klínovec (بالألمانية: Keilberg) (كايلبيرغ) ويبلغ ارتفاعها 1,244 متر وتقع على الطرفي التشيكي، تليها قمة جبل فيشتلبيرغ Fichtelberg ويبلغ ارتفاعها 1,215 متر، وتقع على الطرف الألماني.
سميت هذه الجبال بهذا الاسم لاحتوائها على خامات عدة، والتي أسهم استخراجها بكثرة في تطور علم التعدين وعلم الفلزات.

## معرض صور

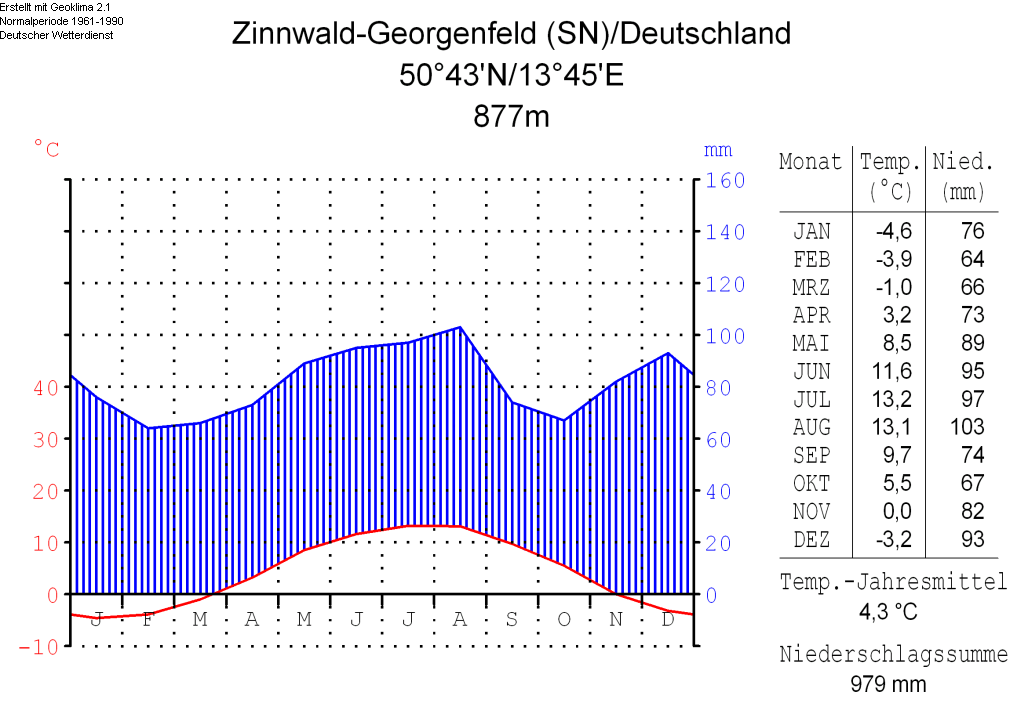
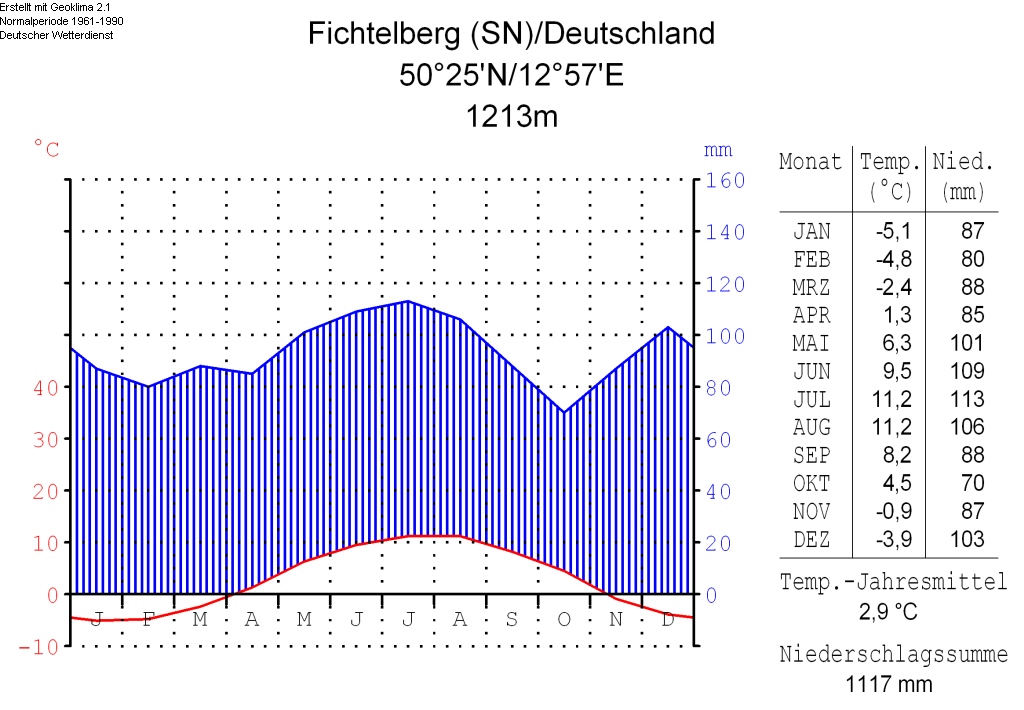
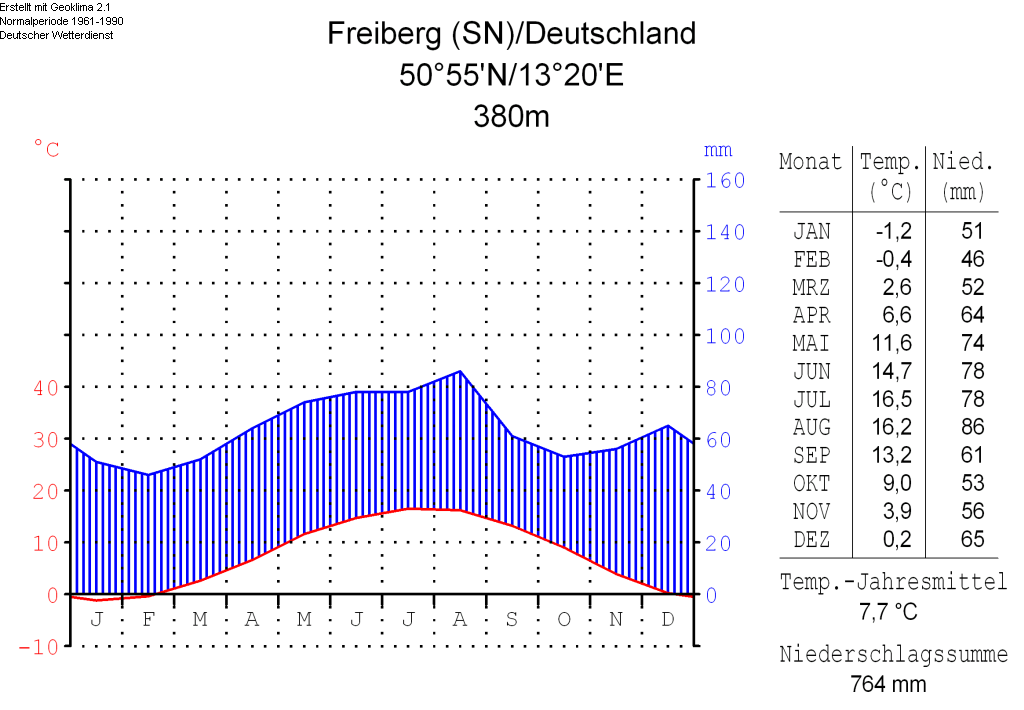
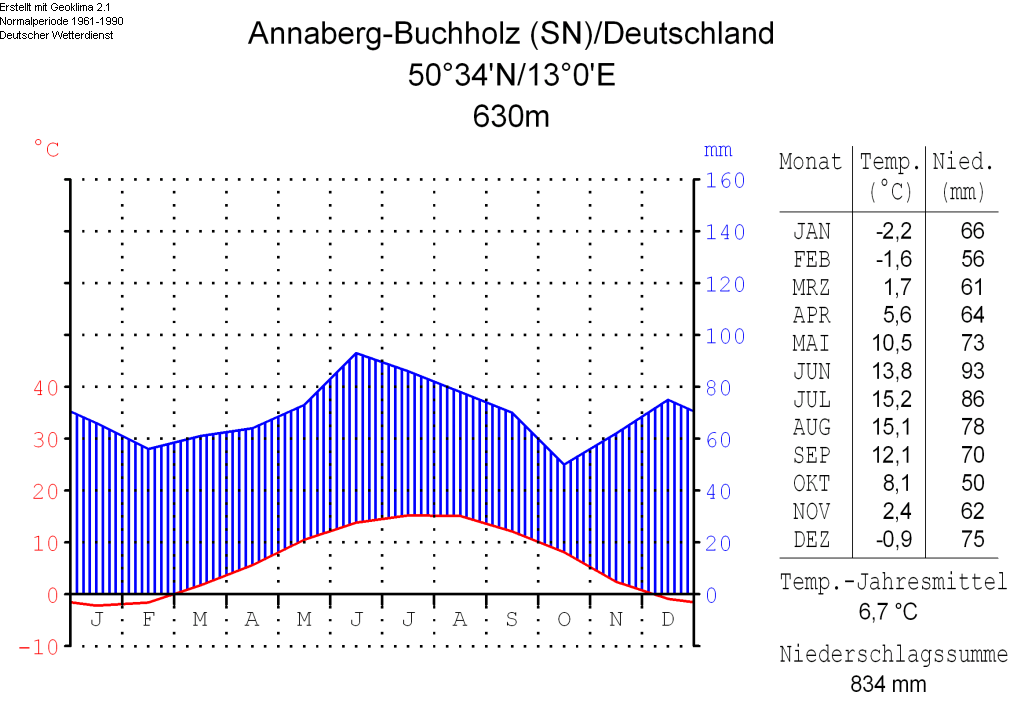

## اقرأ أيضاً
- ساكسونيا
- جبال لوساتيا